# Saxton (Pensilvania)
Saxton es un borough ubicado en el condado de Bedford, Pensilvania, Estados Unidos. Tiene una población estimada, a mediados del año 2021, de 718 habitantes.

## Geografía
La localidad está ubicada en las coordenadas 40°12′46″N 78°14′49″O / 40.21278, -78.24694 (40.212708, -78.247061).

## Demografía
Según la Oficina del Censo, en 2000 los ingresos medios de los hogares de la localidad eran de $26,853 y los ingresos medios de las familias eran de $34,250. Los hombres tenían ingresos medios por $29,375 frente a los $22,917 que percibían las mujeres. Los ingresos per cápita para la localidad eran de $22,326. Alrededor del 15.6% de la población estaba por debajo del umbral de pobreza.
De acuerdo con la estimación 2017-2021 de la Oficina del Censo, los ingresos medios de los hogares de la localidad son de $31,875 y los ingresos medios de las familias son de $51,000. Alrededor del 18.5% de la población está por debajo del umbral de pobreza.